# آرسن آگوست
 آرسن آگوست (انگلیسی: Arsène Auguste؛ ۳ فوریهٔ ۱۹۵۱ – ۳۰ مارس ۱۹۹۳) یک بازیکن فوتبال اهل هائیتی بود.
وی همچنین در تیم ملی فوتبال هائیتی بازی کرده است.